# Wrightia angustifolia
Wrightia angustifolia är en oleanderväxtart som beskrevs av George Henry Kendrick Thwaites. Wrightia angustifolia ingår i släktet Wrightia och familjen oleanderväxter. Inga underarter finns listade i Catalogue of Life.